# 彭梦庾
彭梦庾（？—？），男，中华人民共和国政治人物，曾任江西省人民委员会副省长，内蒙古自治区革命委员会副主任，内蒙古自治区人民政府副主席。